# Chiara Simionatová
Chiara Simionatová, vlastním jménem Chiara Simionato (* 4. července 1975 Treviso), je bývalá italská rychlobruslařka.
Svoji sportovní kariéru začala jako short trackařka, avšak přešla ke klasickému rychlobruslení. Na velkých mezinárodních závodech debutovala na Mistrovství světa juniorů 1994, kde skončila na 17. místě. Stejné příčky dosáhla o rok později. Od sezóny 1995/1996 pravidelně startovala v závodech Světového poháru, kde se specializovala na krátké a střední tratě 500, 1000 a 1500 m. V téže sezóně se poprvé zúčastnila seniorských mistrovství světa i Evropy. Výraznějších výsledků dosáhla až po roce 2003. V sezónách 2004/2005 a 2006/2007 vyhrála celkové pořadí Světového poháru na trati 1000 m, v roce 2006 získala bronzovou medaili na světovém sprinterském šampionátu. Startovala na zimních olympijských hrách v letech 2002, 2006 a 2010, jejím nejlepším umístěním je páté místo ze závodu na 1500 m v Turíně 2006. Je několikanásobnou mistryní Itálie. Kariéru ukončila v roce 2011.